# 真如寺 (高槻市)
真如寺（しんにょじ）は大阪府高槻市にある浄土宗の仏教寺院。山号は自性山。院号は龍門院。本尊は阿弥陀如来 。

## 歴史
創建の年月は、元文年間（18世紀中頃）に起きた芥川の氾濫により、寺伝等の記録が流出してしまい不詳だが、近世は高槻藩の歴代藩主の信仰が厚かったと伝わっている。
本堂の前には、「雲雀（ひばり）鳴く　中の拍子や　雉子（きじ）の声」と刻まれた松尾芭蕉の句碑が立っている。この句碑は、文化2年（1805年）にこの寺の住職をしていた明誉月柱によって建立されたと伝わっている。

## 真如寺のイチョウ
真如寺の境内には高さ18m、目通り周囲3.35mの イチョウの古木が生えており、高槻市の古木指定を受けている。

## 交通アクセス
- JR高槻駅北口より高槻市営バス「上の口」「原大橋」「樫田校前」「寺谷町」行き、「真上」バス停下車、徒歩15分。